# Асела
Асела (на амхарски: አሰላ) е град в централна Етиопия. Градът е в Арси зоната в Региона Оромия. Намира се на 175 км от Столицата на Етиопия Адис Абеба. Градът е разположен на 2430 метра височина, а географското му положение 7° 57′ 0″ N, 39° 7′ 0″ E. От 1995 е изчислено, че има население от 47391 души. Мъжете са 21993, а жените 25398. Населението му е 99 000 жители (по преценка за 2015 г.).